# يان سومر
یان سومر (بالفرنسية: Yann Sommer؛ مواليد 17 ديسمبر 1988) هو لاعب كرة قدم سويسري يلعب كحارس مرمى لنادي إنتر ميلان في الدوري الإيطالي وكان يلعب مع المنتخب السويسري. وفي 19 أغسطس 2024 اعتزل عن اللعب دولياً.

## روابط خارجية
- يان سومر على موقع الاتحاد الدولي (مؤرشف)  (الإنجليزية)
- يان سومر على موقع الاتحاد الأوربي (الإنجليزية)
- يان سومر على موقع إي إس بي إن إف سي (الإنجليزية)
- يان سومر على موقع قاعدة بيانات كرة القدم.إي يو (الإنجليزية)
- يان سومر على موقع ليكيب (الفرنسية)
- يان سومر على موقع ناشيونال فوتبول تيمز (الإنجليزية)
- يان سومر على موقع Soccerbase.com (لاعب) (الإنجليزية)
- يان سومر على موقع Soccerway.com (الإنجليزية)
- يان سومر على موقع عالم كرة القدم.نت (الإنجليزية)
- يان سومر على موقع كووورة